# Kapuso Mo, Jessica Soho
Kapuso Mo, Jessica Soho é uma série de televisão documental filipina exibida originalmente pela GMA Network desde 7 de novembro de 2004.

## Enredo
Kapuso Mo, Jessica Soho é um premiado programa semanal de notícias e estilo de vida, desenvolvido pela GMA News and Public Affairs. Apresentada pela jornalista de transmissão multi-premiada, Jessica Soho, o programa apresenta diferentes histórias divertidas e fascinantes sobre eventos clássicos e atuais, cultura pop, alimentos, celebridades, saúde e tendências da internet.
O programa é exibido todos os domingos à noite na GMA Network e também é exibida na GMA Pinoy TV, onde os episódios estavam atrasados há uma semana, mas alcançaram 2011 e agora estão atualizados.
O programa foi estendido com 30 minutos adicionais em 4 de agosto de 2012. Em 2 de dezembro do mesmo ano, foi transferido de volta ao horário de domingo consecutivo com o Imbestigador.
Como o KMJS comemora seu 10º aniversário em 9 de novembro de 2014, aliás, esta celebração acontece na mesma semana que comemora aqueles que experimentaram o tufão Yolanda há um ano, o programa revisitou as províncias que foram fortemente afetadas por Yolanda.

## Apresentador
- Jessica Soho (2004-presente)